# Стешин, Дмитрий Анатольевич
Дмитрий Анатольевич Стешин (род. 12 сентября 1972, Ленинград) — российский журналист и пропагандист, редактор, корреспондент «Комсомольской правды», специальный корреспондент отдела политики, отвечающий за освещение военных конфликтов, природных стихий и других катаклизмов. Работал в Египте, Тунисе, Ливии, Сирии, Южной Осетии и на Северном Кавказе. С 2014 года освещает войну на Донбассе.

## Биография
Вспоминал: "В 16 лет друзья из Ангарского поселка города Сталинграда предложили мне наколоть на груди «Так мало пройдено дорог, так много сделано ошибок». Канцелярской тушью. Нас спугнула мама тату-мастера, но я всю жизнь носил в себе, внутри, эту не наколотую фразу..."
Окончил Северо-Западную академию государственной службы.
Начинал карьеру в газете «Пять углов», рубрика «Экстремальное». Затем работал редактором журнала «Калейдоскоп», в котором публиковался с 1994 года. Начал работу в «Комсомольской правде» с мая 2000 года. В 2001—2003 годах был шеф-редактором газеты «„Комсомольская правда“ в Петербурге». По собственным словам, пришёл в военную журналистику, взяв пример со своих коллег, освещавших первую и вторую чеченские войны. С 2004 года перешёл на работу в центральную редакцию «Комсомолки» в Москве, где подружился с журналистом Александром Коцем, с которым стал работать в паре. По заданию редакции объезжал горные села Веденского и Шатойского районов в поисках родственников ваххабитов, взорвавших два самолёта в августе 2004 года.
3 сентября 2004 года во время командировки в Беслан участвовал вместе с сотрудниками российских спецслужб в эвакуации детей-заложников из захваченной террористами школы. Дмитрий Стешин и Александр Коц были представлены к государственным наградам «за участие в спасении детей из бесланской школы, за помощь в расследовании трагедии», но отказались от них. «Как-то странно выделять меня и моего коллегу из спонтанной машины спасения. Нам показалось, что это неэтично и надо или награждать всех, или мы без этой истории обойдёмся», — объяснил Коц.
Кроме «горячих точек», Дмитрий Стешин освещал события «цветных революций» в Киргизии, Монголии и Молдавии. Работал в экспедициях на Крайнем Севере — Земля Франца-Иосифа, Северная Земля, Земля Миддендорфа и Северный полюс. Вместе с Александром Коцем готовил материал к 20-летию аварии на Чернобыльской АЭС, прожив несколько дней в брошенном городе Припять. Организовал и провёл экспедицию «Комсомольской правды» в пермскую тайгу к озеру «Ядерному». На месте, где так и не состоялся поворот северных рек, провёл журналистское расследование о забытых в шахтах ядерных зарядах.
В мае 2008 года работал в Косово, проверял сведения по заявлению прокурора Карла дель Понте о «чёрных трансплантологах». После публикации его материалов Генеральная прокуратура Сербии возбудила уголовное дело, которое было передано впоследствии в Гаагский суд. А после одного из журналистских расследований Дмитрия Стешина ФМС России вернула незаконно изъятые паспорта 323 жителям Сергачского района Нижегородской области.

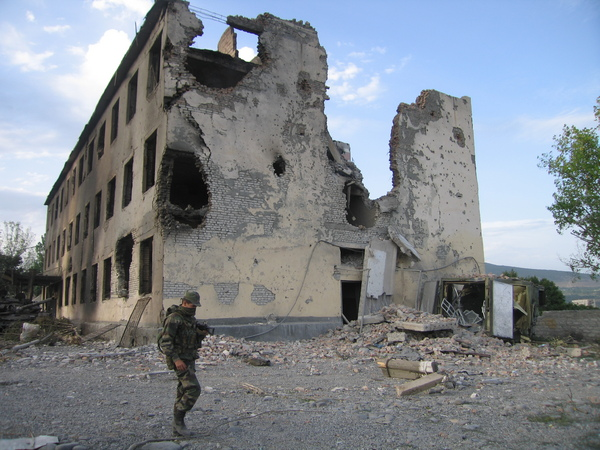
Казарма бывших миротворцев в Цхинвале. Съёмка Д. А. Стешина

С весны 2011 года Дмитрий Стешин работал в Египте, в Тунисе, затем в Ливии. В ходе «арабской весны», в апреле 2011 года, освещая гражданскую войну в Ливии, вместе со своим коллегой Александром Коцем и тремя журналистами российского телеканала НТВ был взят в плен повстанцами. Репортёры были обвинены в том, что они в качестве разведчиков работают на режим Муаммара Каддафи. Благодаря оперативному вмешательству главы МИД России Сергея Лаврова и спецпредставителя РФ при НАТО Дмитрия Рогозина, все репортёры были освобождены с помощью итальянских военных, дислоцировавшихся на аэродроме Бенгази.
В сентябре 2012 года участвовал в поиске граждан Сербии, которые были задержаны повстанцами в аэропорту Триполи. В 2012 году в течение месяца работал в Сирии, передавал новостные репортажи в газету и на телеканал «Комсомольская правда», готовил материалы о гонениях на христиан в местах боевых действий. В октябре 2012 в соавторстве с Александром Коцем опубликовал расследование в трёх частях о религиозной войне на Северном Кавказе. Летом 2013 года выступал на молодёжном форуме «Селигер» перед молодыми журналистами, и по результатам итогового опроса участников был признан лучшим спикером смены «Инфопоток» делового форума.
В августе 2017 года выступил одним из 20 подписантов письма президенту Франции Эмманюэлю Макрону с просьбой помиловать отбывающего тюремное заключение террориста Ильича Рамиреса Санчеса.

### В период российско-украинской войны
Стешин первоначально восхищался Майданом. По его словам, тогда он чудом избежал смерти от пули снайпера, стрелявшего из гостиницы «Украина». С декабря 2013 по май 2014 года Дмитрий Стешин вместе с Александром Коцем находился на территории Славянска, где с начала войны на Донбассе участвовал в допросах украинских пленных, после этого СБУ закрыла для Стешина въезд на территорию Украины «из-за нарушения закона о статусе иностранцев и лиц без гражданства».
В апреле 2014 написал на своей странице в Facebook заметку о жизни в Киеве, закончив её фразой «…с нынешними украинцами говорить не о чём. Ответом на их привычную немотивированную агрессию к „москалям“ может быть только удар в лицо».
16 мая 2014 года журналист «Новой газеты» Павел Каныгин написал на своей странице в Facebook о том, что Дмитрий Стешин попросил власти непризнанной Донецкой Народной Республики задержать немецкого журналиста Пола Ронзхаймера, так как последний публиковал сообщения о нарушениях на референдуме 11 мая. 3 июня 2014 года, отвечая на вопросы сайта Сolta.ru, Стешин подтвердил эту информацию.
Вместе с Александром Коцем Дмитрий провёл полтора месяца в осаждённом Славянске в 2014 году.
Действия Дмитрия Стешина встречали неоднозначную реакцию в Рунете и Уанете, в том числе и негативную.

## Санкции
4 мая 2022 года Дмитрий Стешин включён в список санкционных персон Великобритании с замораживанием активов и запретом на въезд в Великобританию:

В своих репортажах в «КП» с момента вторжения России в Украину, Стешин пропагандировал и поддерживал действия российской армии по вторжению в Украину, а также активно пытался придать видимость легитимности, которое российское правительство давало этому вторжению— UK SANCTIONS LIST PUBLICATION 4 мая 2022 года
18 мая 2022 года, по аналогичным основаниям, Дмитрий Стешин включен в санкционный список Австралии, а 19 октября 2022 года попал под санкции Украины.

## Семья
Женат, имеет четырёх детей.
Отец Дмитрия Анатолий Иосифович Стешин (род. 3 мая 1944 года) — профессор, доктор экономических наук, заведующий кафедрой (до 1991 политической экономии, в настоящее время — менеджмента организации) БГТУ «Военмех» имени Д. Ф. Устинова.

## Награды и премии

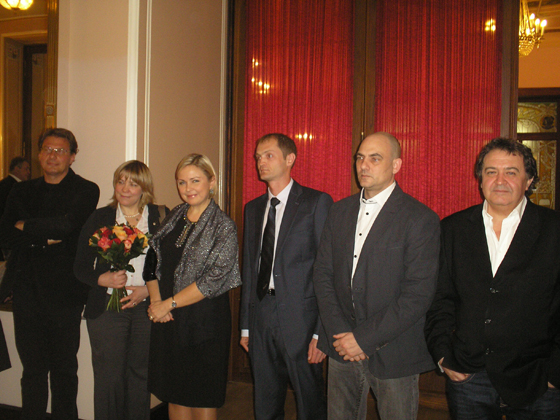
Лауреаты Международной премии имени Юлиана Семёнова 2012 года. Дмитрий Стешин — второй справа.

Лауреат ряда премий в области журналистики, в том числе:
- Премия Правительства Российской Федерации в области средств массовой информации (23 декабря 2020 года) — за репортажи из «горячих точек» (Сирия, Ливия, Донбасс) и освещение событий в Белоруссии[25];
- премия имени Юлиана Семёнова в области экстремальной геополитической журналистики (2012);
- национальная премия печатной прессы «Искра» в номинации «Расследование» (2010)[26];
- премия Артёма Боровика в номинации «Репортаж» (2009);
- лауреат премии Союза писателей России «Русская тема» (второе место).

Российские государственные и ведомственные награды:
- медаль «В память 300-летия Санкт-Петербурга» — за освещение белых пятен в истории Блокады Ленинграда[5];
- медаль «Участнику военной операции в Сирии» (вручена 17 апреля 2016 года) — за высокий профессионализм и объективность в освещении военной операции в Сирийской Арабской Республике[27].

## Отношения с националистами
Вел радиопрограмму «Национальный вопрос».
В 2011 году проходил свидетелем по делу об убийстве Станислава Маркелова и Анастасии Бабуровой, так как одно время работал в одной газете и тесно общался с убийцей — Никитой Тихоновым, ультраправым русским националистом из преступной группировки БОРН. Тихонов привлекал Стешина к работе в журнале «Русский образ». В 2006 году Тихонов скрывался на квартире Дмитрия Стешина, после того, как был объявлен в розыск, в связи с убийством антифашиста Александра Рюхина. Во время досуга Стешин и Тихонов ходили в походы и неделями жили в одной палатке. С Евгенией Хасис Стешин познакомился во время последнего похода на природу, после которого Тихонов оставил у Стешина некоторые свои походные вещи, книги. Свой паспорт Тихонов хранил в квартире у Стешина. На суде Тихонов дал показания, что именно Стешин свёл его с продавцами оружия, из которого были осуществлены нападения группировки «БОРН».
Также имел близкие отношения с Ильёй Горячевым, националистом, лидером группировки «БОРН» «Русский образ». Горячев стал крёстным отцом сына Стешина. Впоследствии Стешин также выступал свиделетем в суде на процессе в отношении Горячева.
Журналист газеты «Настоящее время» Серкер Якубханов отмечал, что в его материалах о Кавказе были националистические и ксенофобские мотивы. В интервью Стешин предлагал вписать в паспорт каждого гражданина национальность.